# Konstantin Dukas (Usurpator)
Konstantin Dukas (mittelgriechisch Κωνσταντῖνος Δούκας, † Juli 913 in Konstantinopel) war ein byzantinischer Strategos und Usurpator gegen Kaiser Konstantin VII.

## Leben
Konstantin Dukas war der Sohn des Feldherrn Andronikos Dukas, der um 906/907 gegen Kaiser Leo VI. rebelliert hatte. Hintergrund dieses Geschehens war eine Racheaktion des Parakoimomenos Samonas, den Konstantin im Sommer 904 bei einem Fluchtversuch gefangen genommen hatte. Samonas sorgte in der Folge dafür, dass Konstantin und sein Vater bei Leo VI. in Ungnade fielen und schließlich 907 zum Kalifen al-Muktafi nach Bagdad fliehen mussten, wo sie zum Islam zwangsbekehrt wurden. Während Andronikos bald darauf starb, gelang Konstantin einige Zeit später die Flucht vom Kalifenhof. Nach dem Sturz seines Feindes Samonas um 911 kehrte er ins Byzantinische Reich zurück, wurde von Kaiser Leo VI. rehabilitiert und zum Strategos von Charsianon ernannt.
Wenige Tage nach dem Tod Kaiser Alexanders am 6. Juli 913 unternahm Konstantin Dukas, der zu diesem Zeitpunkt als Domestikos der Scholen (Oberkommandierender der Reichstruppen) an der Spitze der byzantinischen Militärhierarchie stand, einen Usurpationsversuch gegen den Kindkaiser Konstantin VII. und dessen Mutter Zoe Karbonopsina. Dazu angestiftet hatte ihn offenbar der Patriarch Nikolaus Mystikos, bevor dieser erfuhr, dass er selbst vom verstorbenen Kaiser zum Vormund des minderjährigen Thronfolgers bestellt worden war. Mit Unterstützung einiger Mitverschwörer, darunter seines Schwiegervaters, des Magistros Gregoras Iberitzes, gelangte Konstantin nachts in die Hauptstadt und ließ sich von seinen Anhängern am Hippodrom zum Kaiser ausrufen. Bei der Chalke kam es zum Kampf mit Soldaten der kaiserlichen Leibwache, die von dem Magistros Johannes Eladas angeführt wurden. Konstantin stürzte im Kampfgetümmel vom Pferd und wurde getötet, sein Kopf auf eine Lanze gespießt, durch die Stadt getragen und ins Meer geworfen. Viele seiner Anhänger fielen oder wurden hingerichtet.
Um 932 trat im Gebiet des Opsikion ein Prätendent namens Basileios Chalkocheir auf, der sich für Konstantin Dukas ausgab.